# WrestleMania X8
WrestleMania XVIII (conocido también como WrestleMania X8) fue la decimoctava edición de WrestleMania, evento de pago por visión de lucha libre profesional de la World Wrestling Federation. El evento se realizó el 17 de marzo de 2002 en el Skydome en Toronto, Canadá.
El evento fue el segundo WrestleMania en tomar lugar en el área metropolitana de Toronto (después de WrestleMania VI). La asistencia tuvo un nuevo récord en el SkyDome de 68,237 personas con una recaudación de aproximadamente $3.9 millones de dólares ($6.1 millones de dólares canadienses).
WrestleMania XVIII fue el último WrestleMania en ser promocionado bajo el nombre de World Wrestling Federation. La canción oficial del evento fue "Tear Away" por Drowning Pool. El tema secundario fue "Superstar" por Saliva. Drowning Pool cantó "Tear Away" en vivo, como también "The Game" durante la entrada de Triple H. Saliva cantó "Superstar" en vivo, como también cantó "Turn the Tables" durante la entrada de los Dudley Boyz. La frase del evento fue The One and Only (el primero y el único).
También es catalogado como el PPV que dio el final definitivo de la era Attitude.

## Antecedentes
•Tras haber ganado el Royal Rumble del 2002 Triple H reta al campeón indiscutible de la WWF Chris Jericho en Wrestlemania X8, Jericho tenía de su lado a Stephanie McMahon quien estaba en disputa con Triple H.
•Después de que Chris Jericho derrotara a The Rock en Royal Rumble 2002 y a Stone Cold en No Way Out 2002 reteniendo en ambas ocasiones el campeonato indiscutible de la WWF, Chris tenía que defenderlo ante Triple H en Wrestlemania X8.
•Tras la adquisición de la WCW la WWF reunió de nuevo a la NWO (Hollywood Hulk Hogan, Kevin Nash y Scott Hall), tras esto The Rock inició una rivalidad con Hulk Hogan quien era rudo en ese momento retándolo a una lucha en Wrestlemania X8 que fue denominada “Icon vs Icon”.

## Resultados

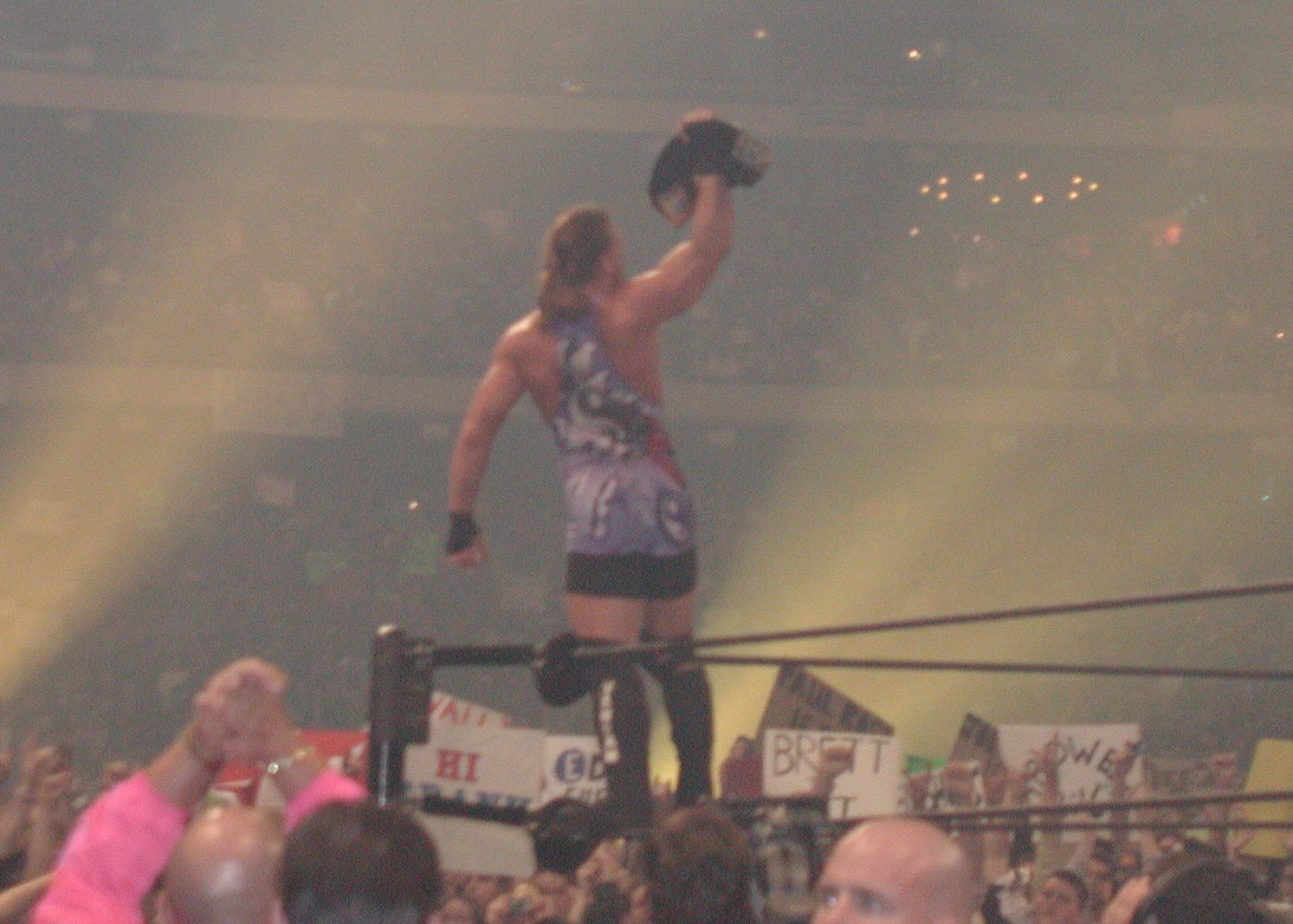
Rob Van Dam después de ganar el Campeonato Intercontinental.

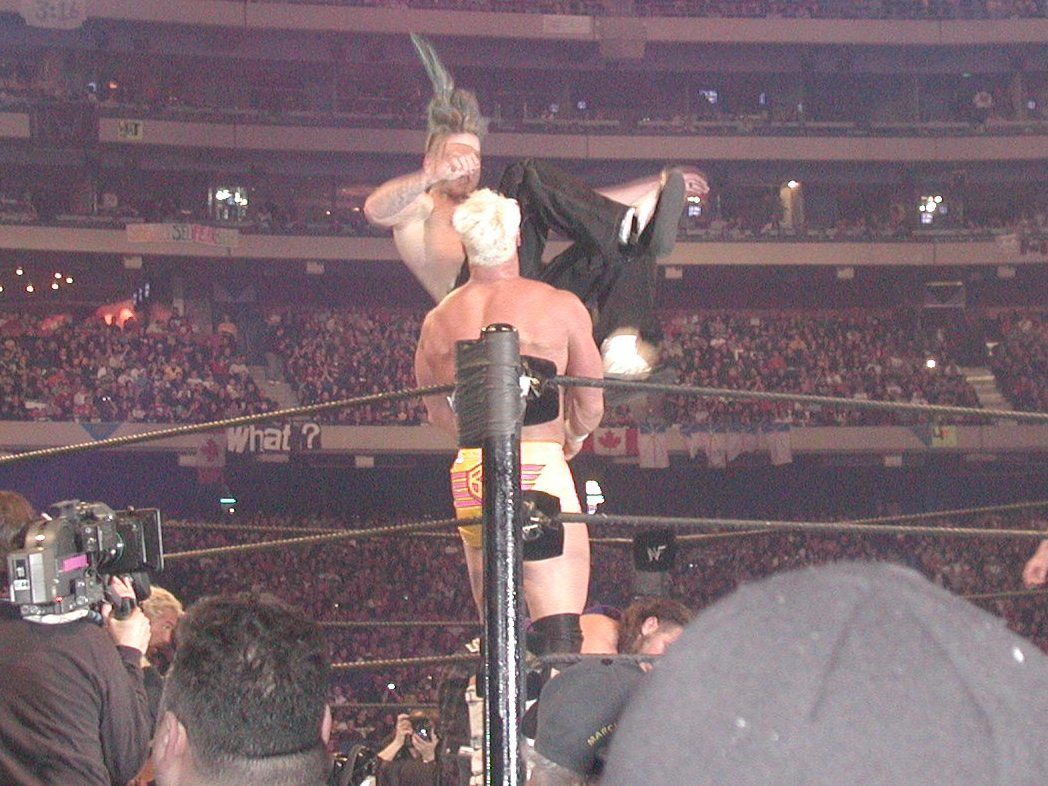
Jeff Hardy peleando en WretleMania X8.

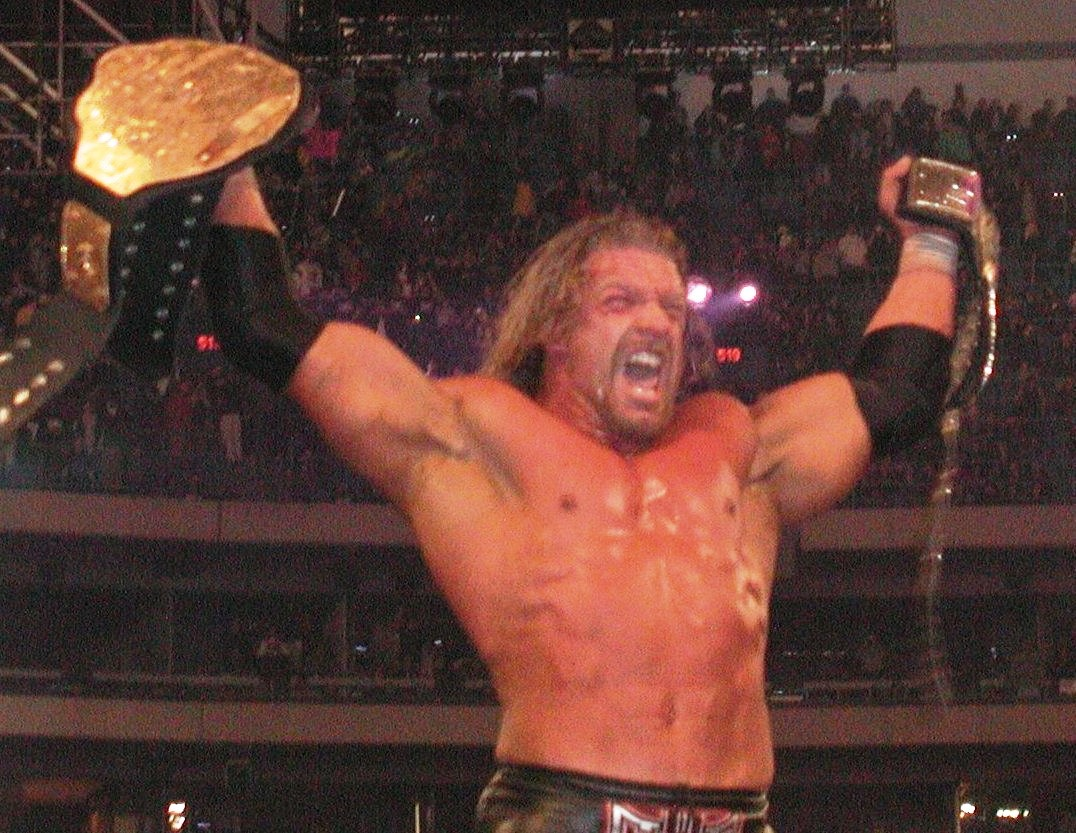
Triple H después de ganar el Undisputed Championship en el evento principal.

- Lucha en HEAT: Rikishi, Scotty 2 Hotty & Albert derrotaron a Mr. Perfect, Lance Storm & Test en un Six Man Tag Team Match (con Jacqueline Moore como Árbitro especial) (3:06)
  - Rikishi cubrió a Mr. Perfect después del "Banzai Drop".
- Rob Van Dam derrotó a William Regal ganando el Campeonato Intercontinental de la WWF (6:19)
  - RVD cubrió a Regal después de una "Five-Star Frog Splash".
- Diamond Dallas Page derrotó a Christian reteniendo el Campeonato Europeo de la WWF (6:08)
  - DDP cubrió a Christian después del "Diamond Cutter".
- El Campeón Hardcore Maven y Goldust terminaron sin resultado en un Hardcore Match (3:15)
  - Spike Dudley interfierió y cubrió a Maven y, bajo las reglas 24/7, ganó el Campeonato Hardcore.
  - Tras esto, The Hurricane cubrió a Dudley bajo las reglas 24/7, ganando el campeonato. (0:49)
  - Tras esto, Mighty Molly cubrió a The Hurricane después de pegarle con una sartén, ganando el campeonato. (0:11)
  - Tras esto, Christian cubrió a Molly después de pegarle con una puerta, ganando el campeonato. (0:12)
  - Tras esto, Maven cubrió a Christian con un "Roll-Up", ganando el campeonato. (0:06)
- Kurt Angle derrotó a Kane (10:45)
  - Angle cubrió a Kane utilizando las cuerdas para ayudarse.
- The Undertaker derrotó a Ric Flair en un No Holds Barred Match (18:47)
  - Undertaker cubrió a Flair luego de una "Tombstone Piledriver".
  - Undertaker aumentó su invicto en WrestleMania a 10-0
  - Durante la lucha Arn Anderson interfirió atacando a Undertaker a favor de Flair.
  - Después de la lucha, Undertaker atacó al árbitro.
- Edge derrotó a Booker T (6:32)
  - Edge cubrió a Booker después de una "Edgecution".
- Steve Austin derrotó a Scott Hall (con Kevin Nash) (9:51)
  - Austin cubrió a Hall después de dos "Stone Cold Stunners".
  - Durante la lucha, Nash interfirió a favor de Hall.
  - Esta fue la primera derrota de Hall en un WrestleMania desde su regreso.
  - Esta fue la última lucha de Hall en WWE como luchador profesional a tiempo completo hasta su fallecimiento en 2022.
- Billy & Chuck derrotaron a The APA (Faarooq & Bradshaw), The Dudley Boyz (Bubba Ray & D-Von) (con Stacy Keibler) y a The Hardy Boyz (Matt & Jeff) en una Four Way Elimination Match reteniendo los Campeonatos en Parejas de la WWF (13:50)
  - D-Von cubrió a Bradshaw después del "3D" (3:25)
  - Matt cubrió a Bubba Ray después del combo de "Twist of Fate" de Matt y el "Swanton Bomb" de Jeff (11:48)
  - Billy cubrió a Jeff tras pegarle con uno de los títulos. (13:50)
  - Durante la lucha, Jeff nalgueó y besó a Stacy Keibler.
- The Rock derrotó a Hollywood  Hulk Hogan (16:23)
  - Rock cubrió a Hogan luego de dos "Rock Bottoms" y un "People's Elbow".
  - Rock forzó a Hogan a rendirse con el "Sharpshooter" pero el árbitro no lo vio.
  - Después de la pelea ambos se dieron la mano en señal de respeto.
  - Como resultado, Hogan cambio a face.
  - Después de la lucha, The Rock salvó a Hogan de un ataque por parte de Kevin Nash y Scott Hall.
- Jazz derrotó a Trish Stratus y Lita reteniendo el Campeonato Femenino de la WWF (6:16)
  - Jazz cubrió a Lita luego de un "Fisherman Suplex" desde la tercera cuerda.
- Triple H derrotó a Chris Jericho (con Stephanie McMahon) ganando el Campeonato Indiscutido de la WWF (18:41)
  - Triple H cubrió a Jericho después de un "Pedigree".
  - Durante la lucha Stephanie McMahon interfirió a favor de Jericho, pero recibió un Pedigree de Triple H.
  - Drowning Pool tocó el tema de Triple H en directo.

## Otros roles

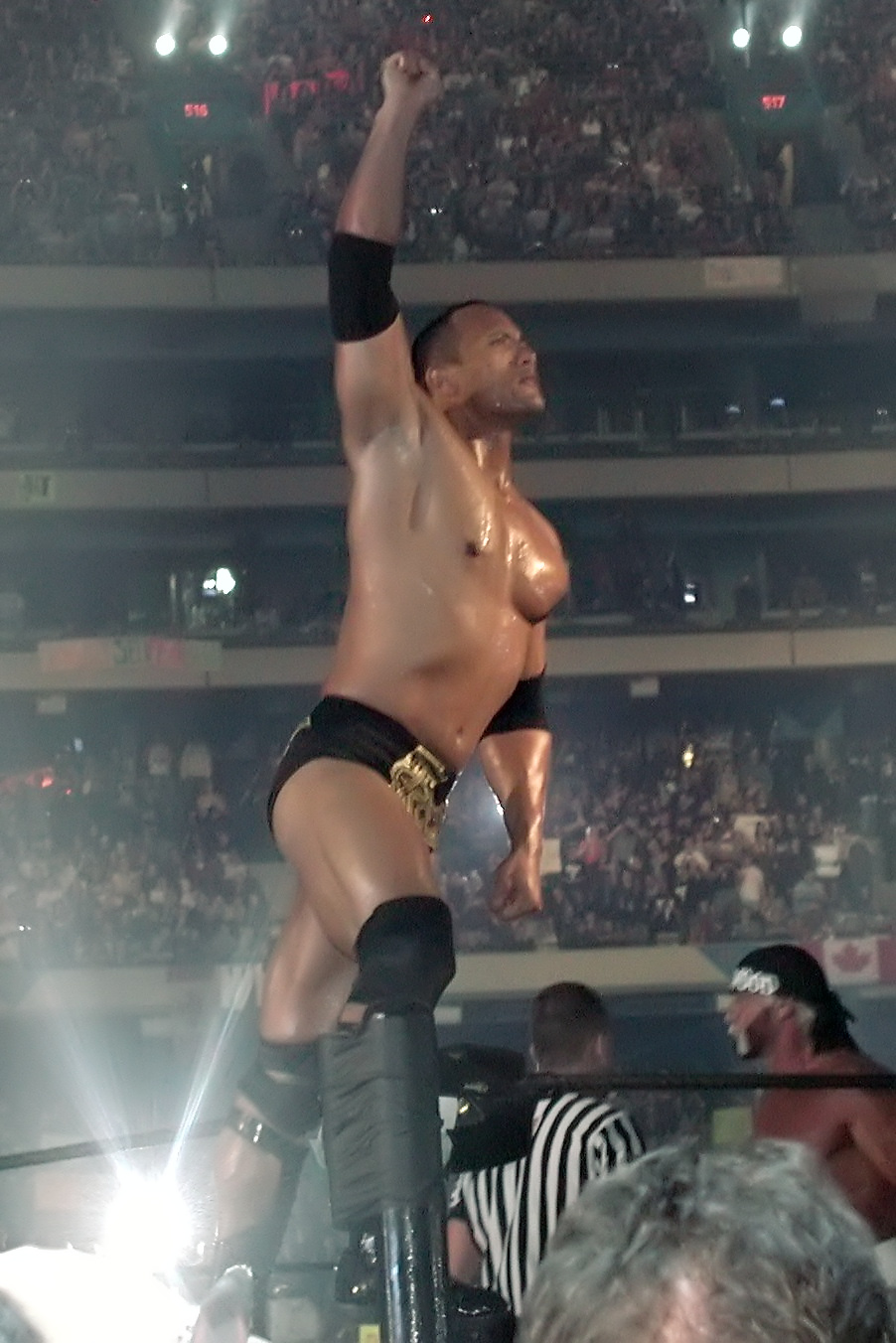
The Rock antes de pelear frente a Hollywood Hulk Hogan.

| Comentaristas en inglés - Jerry "The King" Lawler - Jim Ross Comentaristas en Español - Carlos Cabrera - Hugo Savinovich Entrevistadores - Jonathan Coachman - Michael Cole - Lillian Garcia Anunciadores - Howard Finkel | Árbitros - Earl Hebner - Mike Chioda - Jim Korderas - Jack Doan - Theodore Long - Brian Hebner - Nick Patrick - Chad Patton - Charles Robinson - Mike Sparks - Tim White |